# Buslijn 26 (Amsterdam)
Buslijn 26 was een stadsbuslijn in Amsterdam geëxploiteerd door het GVB die reed van 31 mei 1959 tot en met 1 december 1990. De lijn reed tussen Buitenveldert en het centrum van Amsterdam.

## Geschiedenis

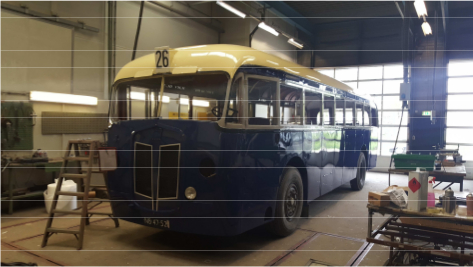
Museumbus 157 Kromhout-Verheul ingetuigd als lijn 26

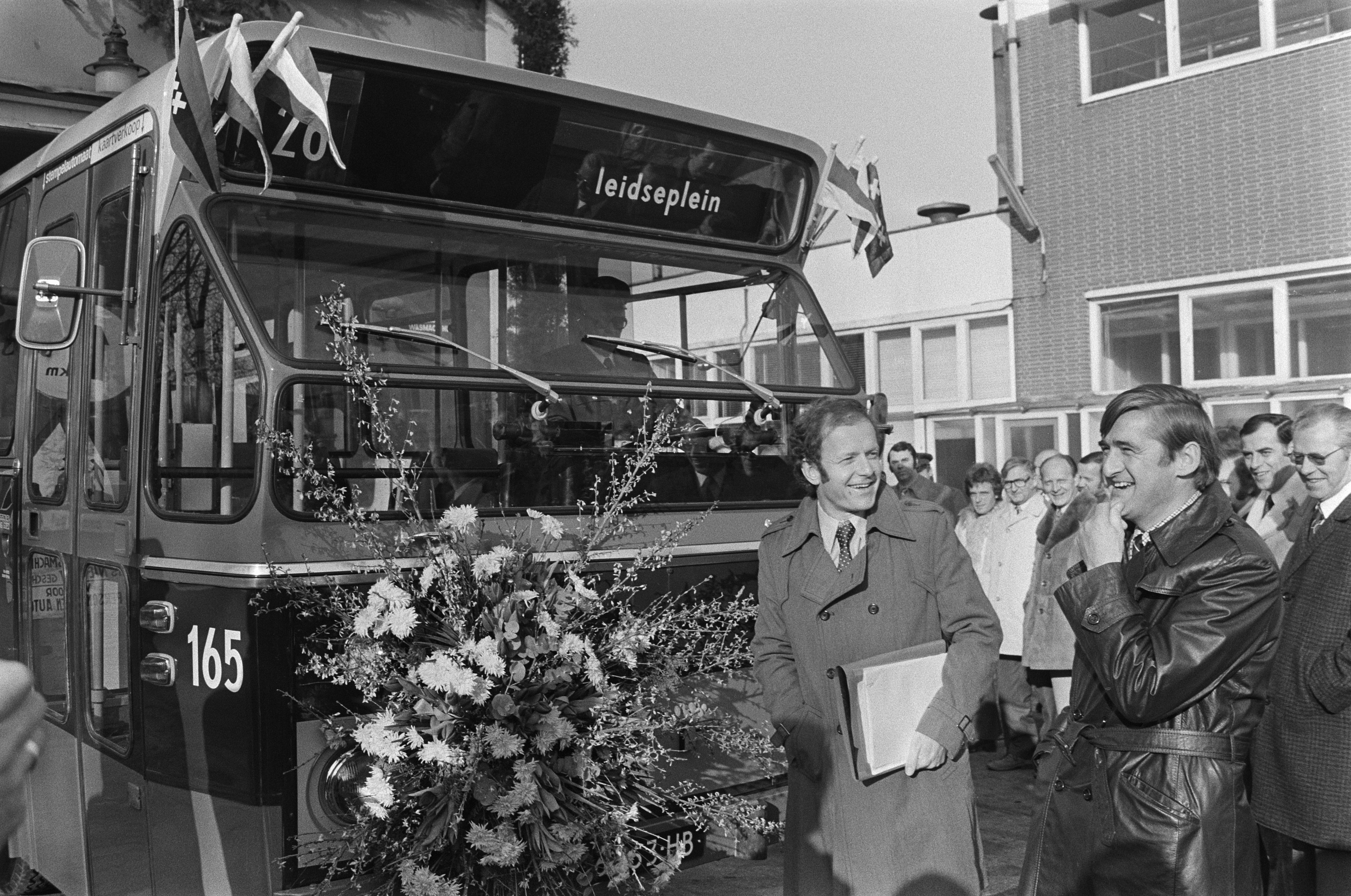
Duizendste standaardbus ingefilmd als lijn 26 in 1976

Op 31 mei 1959 werd de lijn ingesteld ten behoeve van de bewoners van de in aanbouw zijnde nieuwe wijk Buitenveldert.
De lijn reed in een halfuurdienst van het Haarlemmermeerstation via de Bernhard Kochstraat, Parnassusweg en Buitenveldertselaan naar het einde van de Van Boshuizenstraat. Op 7 februari  1960 werd de lijn via de Europaboulevard verlengd naar het Europaplein. Daar bestond aansluiting op tram 4 en bus E terwijl op het Haarlemmermeerstation aansluiting bestond op tram 1, 16 en bus F. Op 19 augustus 1964 werd de lijn verlegd via de van Heenvlietlaan en Arent Janszoon Ernststraat.
Op 4 juni 1967 werd door de komst van lijn 8, die het oostelijk deel van Buitenveldert maar ook het Europaplein ging bedienen, de lijn ingrijpend gewijzigd. Vertrokken werd van een nieuw eindpunt aan de De Cuserstraat waarna via de Van Boshuizenstraat, Van Heenvlietlaan, A.J. Ernststraat, Buitenveldertselaan, Parnassusweg, Prinses Irenestraat, Beethovenstraat, Museumplein naar het Leidseplein werd gereden met een standplaats op het Kleine-Gartmanplantsoen. Terug werd gereden over de Museumbrug. Hiermee hadden de bewoners eindelijk een rechtstreekse en frequente verbinding met het centrum. Voor het Centraalstation moest men echter op het Leidseplein blijven overstappen op de tram. Op 4 mei 1969 werd de lijn verlegd via de Stadionweg in plaats van de Prinses Irenestraat. Tevens werd voortaan om en om met de nieuwe integratie lijn 66 gereden maar door een onregelmatige dienstuitvoering was dit weer snel afgelopen.
Lijn 26 reed vanuit de hoofdgarage West, maar verhuisde in 1975 tijdelijk naar garage Oost (voorloper van Zuid), de thuisgarage van lijn 8.
Op 4 juli 1981 werd de lijn vanaf het Leidseplein verlengd naar het busstation Marnixstraat.
Na de instelling van lijn 64 op 1 juni 1986 werd de frequentie teruggebracht naar een kwartierdienst. Een half jaar later in de avonduren en op zondag zelfs naar een halfuurdienst. Men veinsde hierbij naar een combinatie met de vrijwel parallel rijdende lijn 66 maar in de praktijk vertrokken de lijnen 26 en 66 meestal vlak achter elkaar vanaf de Marnixstraat.
Op 1 december 1990 reed lijn 26 door de komst van de Amstelveenlijnen 5 en 51 naar Buitenveldert voor het laatst. Voor een deel werd lijn 26 ook vervangen door de nieuwe lijn 63.